# Rzeczpospolita Polska Oi!
Rzeczpospolita Polska Oi!, R.P. Oi!, RP Oi! – polski zespół muzyczny, założony w 1998 r., w Stanach Zjednoczonych, a następnie działający w Polsce. W początkowym okresie działalności był to zespół punk rockowy. Później przekaz płynący z jego utworów zmienił się, a kapela stała się częścią polskiej sceny RAC, patriotycznej, tożsamościowej, nacjonalistycznej. W latach 2001–2010 zespół wydał siedem albumów muzycznych, z czego pięć przy współpracy z wytwórnią muzyczną Piwnica Records. W późniejszych latach powstawały także kolejne publikacje i nagrania. Jego działalność wzbudza w pewnych środowiskach, szczególnie lewicowych, kontrowersje i oskarżenia o neofaszyzm.

## Historia
Zespół muzyczny Rzeczpospolita Polska Oi! został założony w Stanach Zjednoczonych, a dokładnej w Nowym Jorku, w polskiej dzielnicy Greenpoint. Miało to miejsce w 1998 r. Pierwotnie twórczość zespołu koncentrowała się na apolitycznym nurcie punk rockowym. Kapela wydała swoją debiutancką kasetę magnetofonową oraz split z zespołem Piwnica, wydany przez lidera R.P. Oi! Adama Czeczetkowicza. Na debiutanckiej kasecie znalazły się tam obok utworów własnych, także covery takich grup muzycznych jak The Analogs, Włochaty czy Sztywny Pal Azji, których twórczość jest zdecydowanie antyrasistowska. Zaskakującym aspektem tej publikacji, szczególnie w świetle późniejszych działań zespołu, był fakt zamieszczenia na niej loga identyfikującego kampanię społeczną „Muzyka Przeciwko Rasizmowi”, zainicjowanej w 1997 r. przez Marcina Kornaka, założyciela i prezesa antyrasistowskiego Stowarzyszenia „Nigdy Więcej”, choć samo stowarzyszenie o tym nie informuje. Na splicie również pojawiły się covery takich zespołów jak Włochaty i Armia.
Po powrocie do Polski lidera zespołu Adama Czeczetkowicza, działalność twórcza i muzyczna była kontynuowana już w kraju (Białystok), ale zdecydowanie zmienił się przekaz płynący z utworów. Zespół bowiem w stosunkowo krótkim okresie czasu wszedł do nurtu rockowej muzyki patriotycznej, tożsamościowej, nacjonalistycznej, skrajnie prawicowej. Muzycy nawiązali kontakty z innymi zespołami tej sceny, w tym zespołami zaliczanymi do ruchu Rock Against Communism, a nawet tych, które oskarżane są o poglądy i przekaz neofaszystowski, neonazistowski oraz wprost neohitlerowski. W repertuarze kapeli pojawiły się covery utworów legendarnych zespołów polskiej sceny RAC i skinhead, a kapela koncertowała także u boku takich formacji muzycznych. Co ciekawe były to zespoły lub utwory zespołów z niemal wszystkich odłamów skłóconych środowisk skinowskich i podzielnej sceny skinhead. Przykładowo ze skrzydła narodowo-socjalistycznego były to zespoły takie jak Konkwista 88, Odwet 88 i Honor, ze skrzydła narodowo-komunistycznego był to Sztorm 68, a ze środowisk zbliżonych do Młodzieży Wszechpolskiej, narodowo-katolickich, były to zespoły takie jak Legion, Głos Prawdy i Szwadron 97. W tym kontekście niektóre publikacje przypisują Rzeczpospolitą Polską Oi! jednak do konkretnego nurtu narodowo-katolickiego, neoendeckiego. Niektóre komentarze stwierdzają, że w tamtym okresie R.P. Oi! był najbardziej aktywnym zespołem rockowym, z kręgu kapel oskarżanych o neofaszyzm.
Wymieniony powyżej lider zespołu, Adam Czeczetkowicz, po powrocie do kraju stał się członkiem Młodzieży Wszechpolskiej. Po konfliktach wewnętrznych ugrupowania, w tym między innymi z menedżerem grupy muzycznej Twierdza, wystąpił z organizacji w lipcu 2003 r. Startował w wyborach do Sejmu RP w okręgu białostockim z ramienia Polskiej Partii Narodowej, ale do parlamentu nie udało mu się dostać. Był rzecznikiem prasowym Krzysztofa Kononowicza podczas jego startu w wyborach samorządowych w 2006 na urząd prezydenta Białegostoku. Wiele publikacji podaje, że był tak naprawdę twórcą tego fenomenu. Prowadził również telewizję internetową „P21TV – Telewizja XXI wieku”. Z powodu prezentowanych tam materiałów do prokuratury kierowane były zawiadomienia o możliwości popełnienia przestępstwa.
Inny członek zespołu z późniejszego okresu działalności, Rafał Kosno, lokalny aktywista, w 2019 r. kandydował do Sejmu Rzeczypospolitej Polskiej z ramienia partii Skuteczni założonej przez Piotra „Liroya” Marca.
W latach 2001–2010 zespół wydał siedem albumów muzycznych, z czego pięć przy współpracy z wytwórnią muzyczną Piwnica Records. Pośród nich jeden z albumów wydanych własnym sumptem, zatytułowany „Historia”, prezentuje dorobek kapeli z pierwszego okresu jej działania, apolitycznego, częściowo dostępnego na wydawanych wcześniej we własnym zakresie kasetach magnetofonowych.
Przykładowe występy (i zespoły z którymi kapela miała okazję występować, jeśli taka informacja jest dostępna):
- 2000 r.: Stany Zjednoczone, Nowy Jork, Manhattan, klub CB-GB NYC[22]
- 2001 r.: Stany Zjednoczone, Nowy Jork[23]
- 2001-07-14: Kraków, koncert zorganizowany przez Młodzież Wszechpolską, pozostałe zespoły – Twierdza, Głos Prawdy[24]
- 2001-08-04: Leszno, koncert zorganizowany przez Młodzież Wszechpolską, pozostałe zespoły – Twierdza, Głos Prawdy[3][25][26]
- 2001-09-01: Białystok, klub „Moto Pub”[15]
- 2003-11-11: Opole[27]
- 2008 r.: Warszawa, koncert z okazji jubileuszu 10-lecia grupy[28]
- 2016 r.: Warszawa[29]
- 2018 r.: Warszawa, koncert z okazji 20-stej rocznicy istnienia grupy, koncert pod hasłem „Ku Chwale Ojczyzny!”, edycja 3[30]
- 2019-06-28: Białystok, koncert „Ku pokrzepieniu serc” z okazji 100-lecia odzyskania niepodległości przez Polskę, poprzez podpisanie traktatu wersalskiego przez Romana Dmowskiego[31]
- 2020 r.: Warszawa, koncert z okazji setnej rocznicy Viktorii Warszawskiej[32]
- 2021-07-03: Goniądz, festiwal zorganizowany przez organizacje negujące pandemię COVID-19, między innymi przez stowarzyszenie Stop NOP Justyny Sochy[19].

Adam Czeczetkowicz organizował również własne, autorskie występy i tworzył solowe nagrania muzyczne.

## Nazwa
Nazwa własna zespołu to „Rzeczpospolita Polska Oi!”. Takie oznaczenia można znaleźć na kilku opublikowanych albumach kapeli od początku jej działalności. W późniejszym okresie na wydawnictwach pojawia się nazwa skrócona w postaci „R.P. Oi!”. Taka nazwa jest również często stosowana w różnych publikacjach, opracowaniach czy komentarzach. Ale niektórzy autorzy tekstów stosują także jeszcze bardziej skróconą nazwę zespołu, choć taka forma nazwy nie pojawia się nigdzie w wydawnictwach kapeli, a mianowicie jest to wyżej wymieniona nazwa skrócona, ale z pominięciem znaków kropek w skrótowcu, czyli forma nazwy w postaci „RP Oi!”.

## Składy zespołu
Skład zespołu z Nowego Jorku, podczas nagrań w Noise Floor Studio, Greenpoint, Brooklyn, realizowanych w dniach od 16 do 24 października 1998 r.:
- Adam Czeczetkowicz[1][3][18][45], Adam: wokalista, gitarzysta (gitara)[46][45]
- Adam (Skabs): wokalista, perkusista (perkusja)
- Paweł: akordeonista (akordeon)
- Ulka: wokalistka, autorka tekstów
- Wojtek: basista (gitara basowa)[46]

Członkowie zespołu uczestniczący w realizacjach albumów muzycznych z lat 2001-2004:
- Adam Czeczetkowicz[1][3][18], Adam: wokalista, gitarzysta (gitara)
- Marcin: wokalista, basista (gitara basowa)
- Darek: perkusista (perkusja)[27][47].

W późniejszym okresie, przy realizacji albumu wydanego w 2010 r., Marcina i Darka zastąpili:
- Pałker: perkusista (perkusja)
- Romik: basista (gitara basowa)[48].

W późniejszym okresie perkusistą był Rafał Kosno (brak możliwości identyfikacji czy to ta sama osoba co wyżej wymieniony Pałker).

## Twórczość
Twórczość zespołu należy do gatunku muzycznego jakim jest rock. W początkowym okresie działalności kapeli koncentrowała się wokół jednego z jego nurtów, którym był punk rock, choć w niektórych utworach dostrzegalne były także wspływy innych styli muzycznych, takich jak przykładowo ska. Sami muzycy na jednym z pierwszych wydawnictw zespołu, kasecie „R.P.Oi!/Piwnica”, dostępnej w dystrybucji już w 2000 r., deklarowali budzący zdziwienie konglomerat: punk&skins deth metal Oi.
W późniejszym okresie zespół skierował swoje zainteresowania ku innemu przekazowi płynącemu z piosenek, zmieniając nieco stylistykę kompozycji muzycznych, a mianowicie utwory te zaliczane są już do takich nurtów jak oi!, Rock Against Communism, i hard rock.

## Autorstwo i covery
Zespół wykonywał swoje kompozycje oraz covery utworów innych wykonawców muzycznych.
W początkowym okresie działalności covery wykonywane przez zespół R.P. Oi! dotyczyły utworów stosunkowo niekontrowersyjnych kapel gających w różnych stylach muzycznych, takich jak: Armia, Włochaty, The Analogs, Piwnica, Sztywny Pal Azji, Poseydon. Jak widać w tym zestawieniu są zespoły o zróżnicowanej stylistyce muzycznej, jest zespół punk rockowy, wręcz anarcho-punkowy – Włochaty (w zasadzie ewentualnie tu można się doszukiwać kontrowersji związanych z mocno lewicowym przekazem części utworów), jest Armia reprezentująca szeroko rozumiany punk rock, ale i hardcore punk, metal alternatywny i inne, jest street punk / oi! reprezentowany przez The Analogs, jest zaprzyjaźniona Piwnica z nurtu oi! i hardcore punk, a nawet rockowo – nowofalowa grupa Sztywny Pal Azji i również zaprzyjaźniony, death metalowy oraz grindcorowy zespół Poseydon z Białegostoku.
Jak wyżej to opisano, po wejściu zespołu w środowiska i scenę Rock Against Communism, patriotyczną, tożsamościową, nacjonalistyczną, muzycy sięgnęli po utwory już zupełnie innych wykonawców, co interesujące, reprezentujących całe spektrum zespołów wymienionej sceny i ruchów społecznych, podzielonych, czasem skłóconych i wrogich. W repertuarze R.P. Oi! pojawiły się utwory będące coverami kompozycji takich kapel jak: Legion, Konkwista 88, Sztorm 68, Honor, NaRa, Deportacja 68. Mamy więc do czynienia i z reprezentantami frakcji narodowo-socjalistycznej, często określanej jako neofaszystowskiej, neonazistowskiej czy wręcz neohitlerowskiej w postaci zespołów Konkwista 88 i Honor, frakcji narodowo-katolickiej reprezentowanej przez Legion i NaRa oraz narodowo-komunistycznej z takimi zespołami jak Sztorm 68 i Deportacja 68.
W repertuarze grupy znajdują się również wykonywane utwory tradycyjne, które nie zostały zamieszczone w albumach muzycznych wykazanych w dyskografii, takie jak: „O mój rozmarynie”, „Rota”, „Prząśniczka”, „Rozkwitały pąki białych róż”.

## Dyskografia

### Dyskografia zespołu
Albumy muzyczne:
- demo: 1988 r., jedna kaseta magnetofonowa[1][76][77]
- „R.P.Oi!/Piwnica”: brak informacji o dacie wydania, wydawca – Adam Czeczetkowicz, jedna kaseta magnetofonowa, split, razem z zespołem Piwnica[2]
- „Takiego Wała Jak Polska Cała!!!”: 2001 r., Not On Label (Rzeczpospolita Polska Oi! Self-released), jedna kaseta magnetofonowa[8][37]
- „Historia”: 2001 r., Not On Label (Rzeczpospolita Polska Oi! Self-released), jedna kaseta magnetofonowa[8][21]
- „Stop! Dla Unii Euro-pejsatej!!!”: 2002 r., wydawca – Piwnica Records (identyfikator – 001), jedna płyta kompaktowa[8][38]
- „Tu Jest Nasz Kraj!”: 2003 r., wydawca – Piwnica Records (identyfikator – 002), jedna płyta kompaktowa[8][39]
- „Atak Oi!”: 2004 r., wydawca – Piwnica Records (identyfikator – 004), jedna płyta kompaktowa[8][40]
- „Ku Chwale Ojczyzny!”: 2004 r., wydawca – Piwnica Records (identyfikator – 006), dwie płyty kompaktowe[8][41]
- „Ku Chwale Ojczyzny! (Cześć 2)”: 2010 r., wydawca – Piwnica Records (identyfikator – 007), jedna płyta kompaktowa[8][42]
- „Rebelia”: 2012 r.[33][44].

### Składanki
Składanki, kompilacje:
- „Polska Scena Punk Vol.3”: 2000 r., wydawca – GRS Tapes (identyfikator – 023), jedna kaseta magnetofonowa[43], utwór A3 – „Sposób na uleczenie” oraz utwór B3 – „Szczeniackie życie”[79].

## Odbiór i kontrowersje
Twórczość muzyczna zespołu zaliczana jest do nurtu rocka nacjonalistycznego. Głównymi odbiorcami takiej muzyki są osoby przynależące do subkultury skinhead oraz osoby o poglądach prawicowych i nacjonalistycznych. Taki obraz działalności kapeli wzbudza kontrowersje i zdecydowany sprzeciw środowisk lewicowych i liberalnych stojących w opozycji do subkultury skinheadów. Kontrowersje wzbudza także pozamuzyczna działalność lidera zespołu Adama Czeczetkowicza. Czeczetkowiczowi i pozostałym członkom zespołu zarzuca się dopuszczanie się przestępstw. Także znany działacz Marcin Kornak, jak i stworzone przez niego Stowarzyszenie „Nigdy Więcej” w swoich publikacjach, wprost nazywają zespół neonazistowskim lub neofaszystowskim, a takie stwierdzenia pojawiają się także i w innych publikacjach. W tych samych publikacjach zdarza się im określić kapelę jako kultową w tych środowiskach. Także pod względem czysto muzycznym odbiór kompozycji nie jest jednoznaczny. Są oczywiście utwory, które można i bywają oceniane jako dobre, ale nawet w początkowym okresie działalności, kiedy nie było jeszcze w utworach treści tak bardzo kontrowersyjnych, muzyka tworząca pierwsze wydawnictwa zespołu wydawała się niespójnym zbiorem utworów o tak różnym stylu i charakterze, że w zasadzie można było uznać takie zestawienie dopiero za próby poszukiwań własnej tożsamości twórczej, a nie spójną, przemyślaną twórczość artystyczną. Natomiast późniejsze publikacje zadziwiają z kolei swoim rozstrzeleniem ideologicznym, które wynika z sięgania po twórczość innych artystów w wielu aspektach o często przeciwstawnych poglądach i postawach, choć trzeba przyznać o spójnie nacjonalistycznym przekazie.

## Odniesienia i powiązania
Powiązania zespołu i poszczególnych członków w zakresie działalności muzycznej oraz pozamuzycznej, a często działalności nakładającej się na oba wymienione aspekty, mają swoje odzwierciedlenie w podziękowaniach, dedykacjach i pozdrowieniach, publikowanych przez zespół przy okazji wydawnictw muzycznych wymienionych wyżej w dyskografii. Pokazują one i dobrze uzmysławiają miejsce tej kapeli na scenie muzycznej oraz społeczno-politycznej. Dotyczą one konkretnych osób, wymienionych personalnie, ale najczęściej tylko z imienia lub pseudonimu, oraz organizacji i innych zespołów muzycznych.
Pośród wymienionych organizacji można znaleźć takie jak: Młodzież Wszechpolska, w tym często konkretne koła jak Białystok, Tomaszów Mazowiecki, Obóz Narodowo-Radykalny, i tu także przeważnie konkretne grupy, np. Częstochowa, N-EL – kraina północno-wschodnia, zin „Narew 88”, „Falanx Magazine”, redakcja „Frontu Prawdy”, wytwórni muzycznych: FAN Records, Narodowa Scena Rockowa, czy nawet określone załogi skinheadowskie, np. „Skinheads Suwałki” i inni. Poza publikacjami, w wypowiedziach, można także usłyszeć podziękowania także dla innych osób i organizacji wspierających w różny sposób zespół, np. Organizacja Narodu Polskiego – Liga Polska, Narodowe Odrodzenie Polski.
Z kolei w zakresie zespołów muzycznych, to wymieniane są między innymi następujące: Głos Prawdy, Szwadron 97, Irydion, Szwadron Śmierci 88, Piwnica, Brygada 14 N.Y. City, Potop, Salut, Odwet 88, Agressiva 88, Wróg Publiczny i inne. Pozdrowienia dotyczą czasem konkretnych muzyków z określonych zespołów, przykładowo: Kuba, Marcin z Głosu Prawdy, Adam z Konkwisty 88 (Adam Bartnikiewicz), Tomek ze Sztormu 68 (Tomasz Obrączka), Tomek z Legionu (Tomasz Kostyła), Szczery, Olaf z Honoru (odpowiednio: Mariusz Szczerski, Olaf Jasiński), Denis z Kolovrat, Rosja (Dienis Gierasimow).
Na jednym z wydawnictw zamieszczono nawet specjalne pozdrowienia dla Saddama Husajna – w ciężkich chwilach, w 2002 r..
Ogólne zaś pozdrowienia zespół dedykuje także wszystkim, którym bliskie jest hasło „Polska dla Polaków” i wszystkim którzy walczą o „Wielką Polskę”.
W zakresie sceny muzycznej to warto także zwrócić również uwagę na powiązanie zespołu R.P. Oi! i wspominanego wyżej zespołu Poseydon, również z Białegostoku, grającego muzykę z nurtów death metal i grindcore. Zespół ten został założony wcześniej, w 1989 r. Adam Czeczetkowicz brał udział w pracach grupy jako gitarzysta i wokalista. Współpracował on także w określonych okresach czasu z innymi formacjami: Recrimination, Toxic Death, Blaze of Silence, Dead Infection. Jest on bratem 
Piotra Czeczetkowicza, który również grał w zespole Recrimination.

## Wypowiedź Adama Czeczetkowicza
Sam Adam Czeczetkowicz inaczej patrzy na swoją twórczość oraz różne wydarzenia związane z jego działalnością, niż w sposób w wykazanych powyżej opiniach różnych publicystów. W swojej wypowiedzi dotyczącej powstania albumu „Rebelia” przede wszystkim podkreśla, że – według niego – twórczość R.P. Oi! to rock patriotyczny, narodowy. W tej wypowiedzi omawia także kwestię ataków na jego osobę, które związane są z jego działalnością muzyczną oraz pozamuzyczną na rzecz ojczyzny. Z tego tytułu spotykają go szykany i ataki, tak fizyczne jak i medialne. I tak jeśli chodzi o pobicia to wskazuje tu bojówki organizacji Antifa, które znane są z ataków także na muzyków innych zespołów sceny narodowej, np. Tormentia, oraz aktywistów z lokalnego squatu – „De Centrum”. Podkreśla przy tym bezkarność atakujących go fizycznie osób i „zamiatanie pod dywan” zgłaszanych na policję incydentów. Wspomina również podpalenie studnia nagraniowego udostępnionego zespołowi przez Stanisława Bujnickiego z Organizacji Narodu Polskiego – Liga Polska, przez co prace nad albumem musiały być kontynuowane w innym miejscu. Zaś jeśli chodzi o ataki medialne to wymienia organizacje takie jak wyżej wskazane Stowarzyszenie „Nigdy Więcej” oraz prasę, w tym między innymi takie tytuły jak Gazeta Wyborcza, Nie, Kurier Poranny, Gazeta Współczesna. Nowy album według jego deklaracji był do nabycia na obu kontynentach.